# Маров, Игорь Николаевич
Игорь Николаевич Маров (род. 9 октября 1933, Николо-Эдома, Ивановская Промышленная область) — учёный-химик, лауреат премии имени Л. А. Чугаева (1973).

## Биография
Родился 9 октября 1933 года в селе Николо-Эдома Тутаевского района (ныне — Ярославской области).
С 1951 по 1956 годы — учёба в Ленинградском химико-технологическом институте имени Ленсовета. Продолжил обучение в Московском химико-технологическом институте им. Д. И. Менделеева, где в 1957 году получил диплом по специальности «физико-химия».
После окончания учёбы пришел на работу в ГЕОХИ АН СССР, где прошёл путь от старшего лаборанта до руководителя группы (с 1964 года).
В 1962 году — защитил кандидатскую диссертацию.
В 1971 году — защитил диссертацию доктора химических наук.

### Научная и общественная деятельность
Провел исследования химии комплексных соединений и механизма аналитически важных реакций.
Много сделал для развития методов электронного парамагнитного резонанса и ядерного магнитного резонанса, применявшихся для исследований неорганических соединений.
Выполнил цикл работ по изучению комплексообразования редких элементов, а также молибдена, хрома, вольфрама, серебра и других в растворах.
Внес вклад в решение таких проблем, как механизм экстракции координационных соединений, механизм сорбции металлов сорбентами различной природы.
Являлся ответственным секретарём журнала «Неорганическая химия» и заместителем главного редактора журнала «Координационная химия».
Автор более 400 работ.

## Награды
Премия имени Л. А. Чугаева (за 1973 год, совместно с А. Н. Ермаковым, В. К. Беляевой) — за серию работ по теме «Электронный парамагнитный резонанс — новый метод исследования комплексообразования в растворах»